# Anhefenszahmet
Anhefenszahmet (ˁnḫ=f n sḫm.t; „az ő élete Szahmeté”) ókori egyiptomi pap, Ptah főpapja a XXI. dinasztia idején, valószínűleg II. Paszebahaenniut és talán I. Sesonk uralkodása alatt.
Neve a Berlin 23673 leltári számú sztélén szereplő Anhefenszahmet genealógiája címen ismert szövegben maradt fenn, melyet azonos nevű leszármazottja készített a XXII. dinasztia idején. Ezen papként említik. Emellett szerepel neve egy, a Louvre-ban őrzött genealógiában is, ahol kifejezetten Ptah főpapjaként említik.
Anhefenszahmet apját, Asahetet követte a főpapi székben. Felesége Tasepenesze volt, Ptah háremének első elöljárója és Mut papnője. Fia, egyben utódja főpapként Sedszunofertum.

## Fordítás
- Ez a szócikk részben vagy egészben  az   Ankhefensekhmet című angol Wikipédia-szócikk ezen változatának fordításán alapul.  Az eredeti cikk szerkesztőit annak laptörténete sorolja fel. Ez a jelzés csupán a megfogalmazás eredetét és a szerzői jogokat jelzi, nem szolgál a cikkben szereplő információk forrásmegjelöléseként.